# Vaporium
 (octobre 2012).
Si vous disposez d'ouvrages ou d'articles de référence ou si vous connaissez des sites web de qualité traitant du thème abordé ici, merci de compléter l'article en donnant les références utiles à sa vérifiabilité et en les liant à la section « Notes et références ».
Un vaporium est un endroit rempli de vapeur principalement à vocation thérapeutique. Cela peut désigner une grotte dans laquelle de la vapeur est générée à partir de sources chaudes d'origine naturelle. Certains vaporiums ont été fabriqués ou améliorés en creusant des trous vers des sources d'eau chaude.
Le terme pourrait se traduire par « spa thermal ».

## La notion devaporium
Le mot vaporium est peu usité en français. En latin, on lui préfère le terme sudatorium. En tant que nom commun, on le trouve principalement dans des sources spécialisées du XIXe siècle, en rapport avec les thermes. 

## Vaporiums célèbres
Le trésor des thermes de Luchon demeure le vaporium. Ce bain de vapeur naturel est un hammam unique en Europe. Il se présente sous la forme de plus de 150 mètres de galeries souterraines, naturelles.
À Bourbon-l'Archambault, une grotte est utilisée depuis l'époque gallo-romaine comme vaporium. Les bains de vapeur, à côté d'autres techniques, étaient pratiqués dans cette station très prisée du XVIe au XIXe siècle.
Le hamman Troza dans la province de Kairouan (Tunisie), adossé à la montagne Jbel Rozza, est un vaporium naturel de vapeur d'eau sulfurée à 60 degrés Celsius attirant des curistes pour les rhumatismes et des problèmes dermatologiques. Deux projets d'améliorations sont à l'étude.